# Indicación geográfica protegida

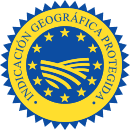
Logotipo IGP

La indicación geográfica protegida (IGP) es uno de los regímenes de calidad en la Unión Europea que identifica un producto alimentario que es originario de un lugar determinado, una región o un país, tiene una calidad determinada, una reputación u otra característica que pueda esencialmente ser atribuida a su origen geográfico, y como mínimo una de sus fases de producción, transformación o elaboración se hace en la zona geográfica definida.
Es necesario que se cumplan los requisitos establecidos en el Reglamento comunitario sobre regímenes de calidad de productos agrícolas y alimentarios.
La IGP es un distintivo de identificación de la Unión Europea, creado en 1992. Inicialmente se asignaba sólo a productos alimenticios, pero desde 2009 se aplica también a los vinos (se excluyen las bebidas espirituosas). Las denominaciones IGP están protegidas legalmente en toda la Unión Europea.
A diferencia de una denominación de origen protegida, parte de la materia prima, o bien parte del proceso de producción, transformación o elaboración, puede provenir o se puede realizar fuera de la zona geográfica. Sin embargo, se  garantiza la reputación y la calidad tradicional de la zona. Por ejemplo, en la isla de Mallorca no se dispone de suficiente harina para hacer todas las ensaimadas típicas.

## Reglamento CE №510/2006
El Artículo 2, titulado «Denominación de origen e indicación geográfica», estipula en su punto 1 las diferencias entre ambas designaciones:

(...) se entenderá por:
- a) «denominación de origen»: el nombre de una región, de un lugar determinado o, en casos excepcionales, de un país, que sirve para designar un producto agrícola o un producto alimenticio

 — originario de dicha región, de dicho lugar determinado o
de dicho país,

 — cuya calidad o características se deban fundamental o exclusivamente al medio geográfico con sus factores naturales y humanos, y

 — cuya producción, transformación y elaboración se realicen en la zona geográfica delimitada;
- b) «indicación geográfica»: el nombre de una región, de un lugar determinado o, en casos excepcionales, de un país, que sirve para designar un producto agrícola o un producto alimenticio

 — originario de dicha región, de dicho lugar determinado o de dicho país,

 — que posea una cualidad determinada, una reputación u otra característica que pueda atribuirse a dicho origen geográfico, y

 — cuya producción, transformación y elaboración se realicen en la zona geográfica delimitada;
Diario Oficial de la Unión Europea